# Спиридонова, Кристина Сергеевна
Кристина Сергеевна Спиридонова (род. 21 августа 1998, Уфа) — российская фристайлистка (лыжная акробатика). Мастер спорта России международного класса. Член олимпийской сборной команды России по фристайлу на Олимпиаде в Пхёнчхане.
Представляет Республику Башкортостан, выступает за СШОР по горнолыжному спорту (Уфа).

## Спортивные достижения
- Чемпионка России 2014.
- Бронзовый призёр чемпионатов России 2013, 2016.
- 3 место общего зачёта Кубка мира сезона 2017/2018.
- 2 место на Всемирной Универсиаде Учащихся, 2019 г., Красноярск

## Призовые места на этапах Кубка мира

### 2-е место
- 12 января 2018, Дир-Вэлли, США

### 3-е место
- 17 декабря 2017, Secret Garden, Китай
- 14 января 2017, Лейк-Плэсид, США

## Награды
1. Выдающийся спортсмен Республики Башкортостан, 2018г;